# Кожухувка
Кожухувка (пол. Kożuchówka) — село в Польщі, у гміні Кшивда Луківського повіту Люблінського воєводства.
Населення — 328 осіб (2011).
У 1975-1998 роках село належало до Седлецького воєводства.

## Демографія
Демографічна структура станом на 31 березня 2011 року:
|          | Загалом | Допрацездатний вік | Працездатний вік | Постпрацездатний вік |
| -------- | ------- | ------------------ | ---------------- | -------------------- |
| Чоловіки | 163     | 56                 | 95               | 12                   |
| Жінки    | 165     | 31                 | 102              | 32                   |
| Разом    | 328     | 87                 | 197              | 44                   |